# Даница Васић
Даница Васић, (Фоча, 18. август 1924 - 17. мај 1977, Ез Завија, Либија) је била српски гинеколог и ванредни професор.

## Биографија
Основну школу и гимназију завршила је у Сарајеву, а Медицински факултет 1951. у Београду. У Сарајеву је 1958. завршила специјализацију из гинекологије, а 1964. хабилитовала се радом Терапија хипертензивних касних гестоза. Докторску тезу Уропорфирини и копропорфирини у мокарћи у нормалној и патолошкој трудноћи и плодној води одбранила је 1973. на Медицинском факултету у Сарајеву. На истом факултету изабрана је 1955. за асистента, 1968. за доцента, а 1976. за ванредног професора. Усавршавала се у Вуперталу, Паризу и Варшави. Умрла је у Либији, као шеф Одјељења за гинекологију и акушерство у болници која је радила под окриљем СР БиХ, у оквиру међународне размјене. Објавила је 46 научних и стручних радова из области гинекологије и акушерства.